# Euphorbia transtagana
Espèce
Statut de conservation UICN

 LC  : Préoccupation mineure
Synonymes
- Tithymalus transtaganus (Boiss.) Samp.[1]

Euphorbia transtagana est une espèce de plantes de la famille des Euphorbiacées endémique du Portugal.